# Martha Minow
Martha Minow (6 de diciembre de 1954, Illinois, Estados Unidos) es una abogada, jurista y docente universitaria estadounidense, que se desempeñó como decana de la Escuela de Derecho de la Universidad de Harvard.
Es especialista en derechos humanos y defensa de las minorías raciales y religiosas, mujeres, niños y personas con discapacidad, y autora de artículos de doctrina y libros acerca de comunicaciones digitales, democracia, justicia militar, y conflictos étnicos y raciales.

## Biografía
Martha Minow nació en Highland Park, Estado de Illinois, hija de un matrimonio integrado por Newton Minow y Josephine Baskin Minow. Su padre fue Director de la Comisión Federal de Comunicaciones del Gobierno de los Estados Unidos. Al igual que su familia, Minow profesa la religión judía.

## Educación
Minow se graduó de la escuela secundaria New Trier Township High School en el año 1972. En 1975 obtuvo su bachiller universitario en letras (BA) en la Universidad de Míchigan en Ann Arbor para posteriormente alcanzar el grado de maestría en educación en la Universidad de Harvard. Finalmente, en 1979, recibió el título de doctora en leyes (Juris Doctor) en la Escuela de Leyes de la Universidad de Yale, donde fue editora de la revista Yale Law Journal.

## Actividad profesional y académica

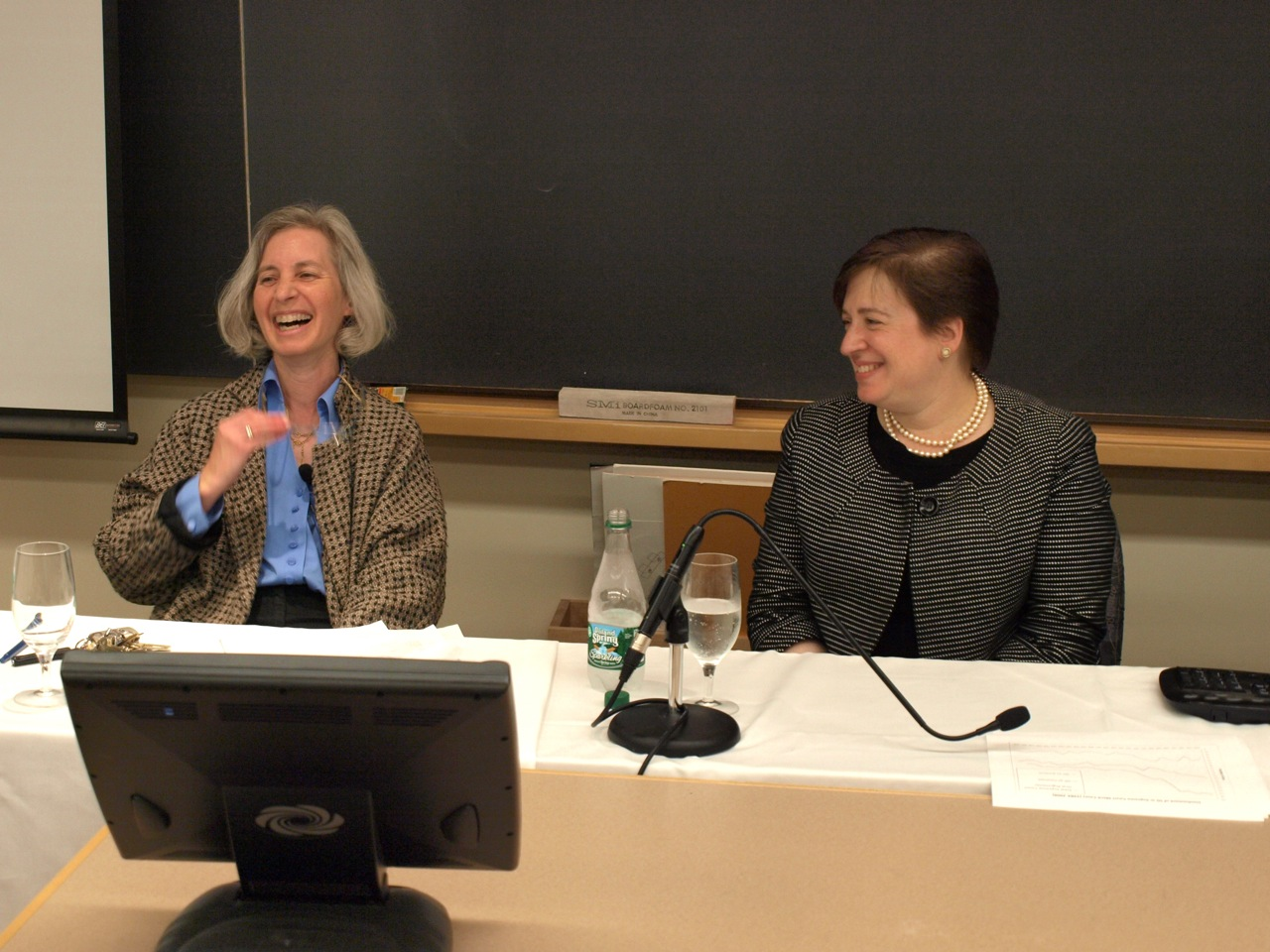
Martha Minow junto a Elena Kagan, su antecesora en el cargo de decana de Harvard Law School.

Luego de completar su formación universitaria, Minow trabajó en la Cámara de Apelaciones de los Estados Unidos para el Circuito del Distrito de Columbia bajo las órdenes del Juez David Bazelon, y posteriormente en la Suprema Corte de los Estados Unidos al servicio del Juez Thurgood Marshall.
En 1981 ingresó a la Escuela de Leyes de Harvard como asistente, y posteriormente fue promovida al rango de profesora en 1986. En 2003 fue nombrada Profesora de Leyes de William Henry Bloomberg y Profesora de Leyes Jeremiah Smith Jr. en 2005. 
El 1 de julio de 2009 se convirtió en decana de esa institución, siendo la segunda mujer en ocupar el puesto, luego de su predecesora, Elena Kagan, quién pasó a desempeñarse como Procuradora General de los Estados Unidos y posteriormente como Juez de la Suprema Corte de ese país. Minow permaneció en el cargo de decana hasta el 30 de junio de 2017, cuando fue sucedida por John Manning.
En 2018 se desempeñó como profesora de jurisprudencia general y en 2018 asumió su actual cargo como Profesora del 300° Aniversario en la Escuela de Leyes de Harvard.

## Reconocimientos y Premios
En 2008, durante su campaña presidencial, Barack Obama la reconoció expresamente y, en agosto de 2009, la nominó para el directorio de la Corporación de Servicios Legales, una organización bipartidista auspiciada por el gobierno federal de los Estados Unidos, que provee asesoramiento legal a personas de bajos recursos económicos. Finalmente, fue designada en el cargo tras recibir el acuerdo del Senado en marzo de 2010. Posteriormente, pasó a ocupar el cargo de vicedirectora de la fuerza de trabajo pro bono de esa institución.

Cuando yo estudiaba en la Escuela de Derecho en Harvard tuve una profesora que cambió mi vida, Martha Minow.
Barack Obama

Martha Minow junto al constitucionalista Guillermo Chas, en ocasión de su distinción como huésped de honor de Buenos Aires en 2017.

En 2016 le fueron otorgados los Premios Sargent Shriver Equal Justice y Joseph B. and Toby Glitter de la Universidad Brandeis. Además, fue galardonada con la medalla de oro por la Contribución al Discurso Público otorgada por el College Historical Society del Trinity College de Dublin, en reconocimiento a sus esfuerzos para promover el discurso y la intelectualidad en el escenario mundial; y obtuvo el Premio del Centro del Holocausto para la Humanidad. La Universidad de Harvard la distinguió con el Premio a la Enseñanza Sacks-Freund.
En 2017 recibió el doctorado honoris causa de la Facultad de Derecho de la Universidad de Buenos Aires, el que le fue entregado por la decana de esa casa de estudios, Mónica Pinto. En esa misma ocasión, la Legislatura de la Ciudad Autónoma de Buenos Aires la distinguió como Huésped de Honor, por una iniciativa de los diputados Natalia Fidel y Marcelo Guouman. También recibió grados honorarios en educación, derecho y letras, de otras ocho instituciones educativas en distintos países.
Minow también prestó servicio para la Comisión Internacional Independiente en Kosovo y propició el lanzamiento del Programa del Alto Comisionado de las Naciones Unidas para los Refugiados, Imagine Coexistence, a través del cual se busca promover el desarrollo pacífico luego de los conflictos sociales. Asimismo, trabajó en la iniciativa Divided Cities (Ciudades Divididas), con el propósito de crear una alianza de ciudades globales que luchas contra las divisiones por causas étnicas, religiosas o políticas.
En 2020, Minow expuso en el podcast Criminal, en el episodio titulado "Aprendiendo cómo perdonar."

## Sucesión
| Predecesor: Elena Kagan | Decana de la Escuela de Derecho de Harvard 2009-2017 | Sucesor: John F. Manning |

- Datos: Q522066
- Multimedia: Martha Minow / Q522066